# Desmodium parviflorum
Desmodium parviflorum là một loài thực vật có hoa trong họ Đậu. Loài này được (Dalzell) H.Oshahi miêu tả khoa học đầu tiên.